# Jure Dolenec

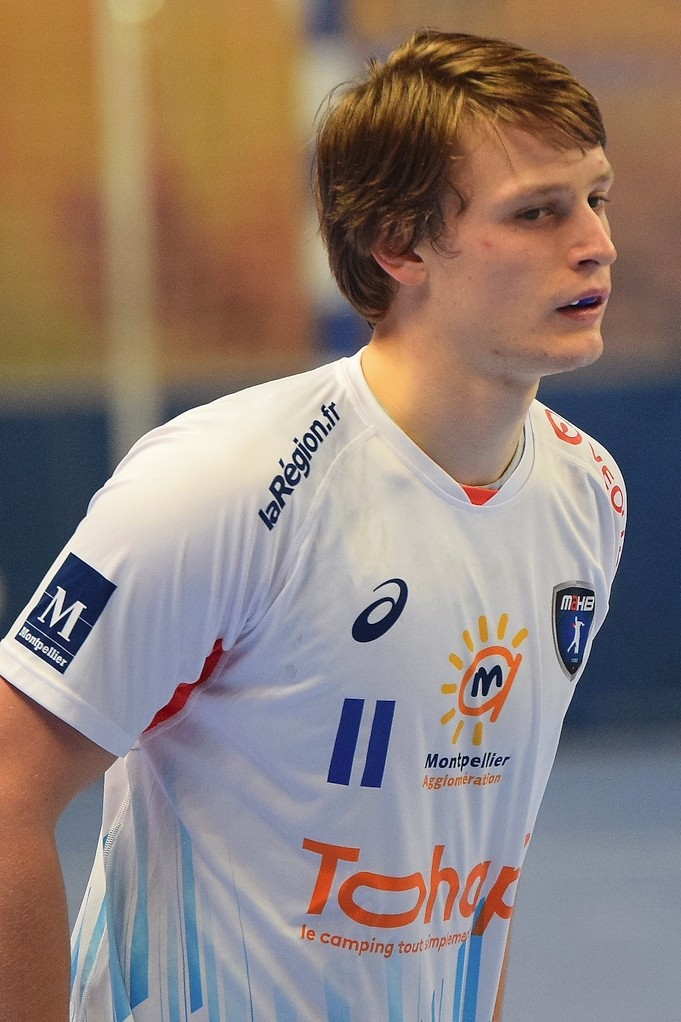
Jure Dolenec med Montpellier HB, 2014.

Jure Dolenec, född 6 december 1988 i Ljubljana i dåvarande SFR Jugoslavien, är en slovensk handbollsspelare.

## Klubbar
- RD Merkur (2004–2011)
- RK Velenje (2011–2013)
- Montpellier HB (2013–2017)
- FC Barcelona (2017–2021)
- Limoges HB (2021–2024)
- RK Nexe Našice (2024–)